# A Lagoa - Luar
The Pond — Moonlight (também exibido como The Pond — Moonrise) é uma foto pictorialista de Edward Steichen. A foto foi tirada em 1904 em Mamaroneck, Nova York, próxima da casa de seu amigo crítico de arte Charles Caffin. A foto mostra uma floresta em um lago, com parte da lua aparecendo no horizonte em uma lacuna entre as árvores. The Pond — Moonlight é uma foto antiga criada com a aplicação manual de gomas sensíveis à luz, dando à impressão final mais de uma cor.
Somente três versões conhecidas de The Pond-Moonlight ainda existem e, como resultado da disposição das gengivas, cada uma é única. Em fevereiro de 2006, uma cópia da foto foi vendida por US $ 2,9 milhões, na época, o preço mais alto já pago por uma foto em leilão. A foto foi comprada pelo galerista Peter MacGill em nome de um comprador particular. Este leilão é mostrado na parte 6 do documentário da BBC The Genius of Photography. Além da impressão leiloada, as outras duas versões estão em coleções de museus. O preço de venda extraordinário da impressão é, em parte, atribuído ao seu caráter único e à sua raridade.